# 高速4号型特務艇
高速4号型特務艇（こうそくよんごうがたとくむてい、英語: ASH No.4 class）は、海上自衛隊の特務艇の艦級である。

## 概要
高速1号型特務艇に続き、陸上・海上・航空の各自衛隊が運用する航空機が海上に墜落・不時着した際に乗員の捜索救難を目的として、救難を担当する海上自衛隊が救難艇として建造したのが本級である。
1957年度に「高速4号」、翌1958年度に「高速5号」の計2隻が三菱造船下関造船所で建造された。

## 設計
本級は1号型と同様に捜索救難を目的に建造されたが、特に北方の寒冷地に所在する航空基地での活動を主眼に置いて設計された。そのため、艇体は荒天下の活動を考慮して1号型よりも大型化しており、軽量化のために1号型の木製と異なり軽合金製艇体を採用した。素材には魚雷艇7号で実績のあるアルミニウム合金ANP-0を使用した。接合方法は主に溶接であるが、一方で歪み防止の観点から約4万本のリベットも併用されている。
1号型より艇体が大型化したことで遭難者収容室が約3㎡広くなり、収容可能人員も1号型の4名から9名へ大幅に増加した。また1号型よりも操舵室が前方へ移され、空いたスペースに救急室が設けられている。
機関には1号型と同様にパッカード製ガソリンエンジン2基を使用した。軽量化の影響で、艇体は大型化したものの30ノットの速力を確保している。
本級を含む海上自衛隊の救難艇型特務艇に共通する特徴として、任務の性格上、視認性を高めるために艇体が白、甲板が黄、上部構造物が赤に塗装されていた。

## 運用
2隻共に当初の計画通り北方に配備された。高速4号は八戸航空隊、高速5号は函館基地隊にそれぞれ配備され捜索救難に従事したが、やがてヘリコプターによる捜索救難体制が整備されたことに伴い、1974年に揃って除籍された。
| 艇番号 | 艇名    | 建造所              | 竣工                        | 除籍                        |
| ------ | ------- | ------------------- | --------------------------- | --------------------------- |
| ASH-04 | 高速4号 | 三菱造船 下関造船所 | 1959年 （昭和34年） 5月11日 | 1974年 （昭和49年） 9月30日 |
| ASH-05 | 高速5号 | 三菱造船 下関造船所 | 1959年 （昭和34年） 6月12日 | 1974年 （昭和49年） 9月30日 |